# Maison d'hôtes (Maroc)
Pour les articles homonymes, voir Maison d'hôtes.
Les maisons d'hôtes, parfois catégorisées comme Riad(s)-Maisons d'hôtes (RMH), sont des types d'hébergements touristiques marocains.

## Fonctionnement
Une maison d'hôte est un hébergement touristique défini par l'article 3 de la loi 80-14. Il s'agit d'« un établissement commercial prenant la forme de villa ou maison, d'une capacité d'hébergement en chambres, minimale et maximale, fixée par voie réglementaire et offrant en location des chambres et/ou suites équipées et accessoirement des services de restauration et d'animation ». Les maisons d'hôtes sont installées dans des maisons particulières, ayant un certain cachet, que la loi du 13 juin 2002 définit comme pouvant être de vieilles demeures, des riads, des palais, des kasbahs ou encore des villa, situés dans l'enceinte de la médina, le long d'un itinéraire touristique ou dans un site touristique majeur (Article 2),.
La loi marocaine classe les maisons d'hôtes en trois catégories : « Maison de charme », « 2e catégorie » et « 1re catégorie ».
La maison d'hôte, distinct de l'hôtellerie classique, est en voie d'« hôtellisation » (néologisme indiquant le rapprochement de par les services du fonctionnement d'un hôtel), encouragée par les institutions marocaines.
Les analyses spécialisées tendent à utiliser également l'expression « Riad(s)-Maisons d'hôtes » (RMH) lors des publications pour les qualifier,, (Rachida Saigh Bousta, 2004).

## Histoire
Marrakech semble la première ville du Maroc à accueillir une maison d'hôte, en 1929. On peut considèrer que ce nouveau type d'hébergement touristique est l'héritier des « hôtels non classés qui se sont installés dans de grands Riads et anciennes demeures traditionnels ».
Peu contrôlées, il faut attendre la seconde moitié des années 2000 pour que le gouvernement marocain légifère afin de contrôler la multiplication des hébergements non déclarés.
L'association des maisons d'hôtes de Marrakech et du Sud est fondée en 2001. Elle est à l'origine d'une Charte de qualité et des services, rédigée en 2002

## Chiffres
Si la médina de Marrakech, là où le phénomène semble le plus développé, possédait 14 établissements en 1999 (2 en 1996), au début des années 2000-2010, il n'y a pas moins de 700/750 maisons d'hôtes,. Sur le nombre, il est considéré que 420 appartiennent à des propriétaires étangers.

## Critiques
Au cours des années 1990, l'arrivée massive de touristes et les investissements privés européens dans les quartiers anciens des villes marocaines ont posé la question de la cohabitation avec les autochtones,. La géographe Anne Claire Kursac-Souali a étudié notamment le phénomène dans une thèse Les médinas marocaines : une requalification sélective : élites, patrimoine et mondialisation au Maroc (soutenue en 2006).
Ces étrangers, originaires des principaux pays de l'Union européenne, afin d'amortir l'achat de ces maisons ou riads dans la médina ouvre une maison d'hôtes. Anne Claire Kursac-Souali observe que « Les étrangers qui investissent dans le secteur du tourisme se comportent aussi comme de véritables « prescripteurs » de la médina, de sa patrimonialisation et de la revitalisation de sa fonction résidentielle. » Toutefois, les inégalités entre ces nouveaux arrivants et une partie de la population locale tend à amener des crispations, menant à des rumeurs quant à une forme de « colonisation » de la médina. La presse nationale marocaine a d'ailleurs publié plusieurs articles sur le sujet. Certains ont relayé « les colères des professionnels du secteur du tourisme et de la restauration, mis en concurrence par des maisons d’hôtes non déclarées. »
Cependant, Anne Claire Kursac-Souali, dans un article paru dans la Hérodote (2007), cite un article de l’historien M. El Faïz dans lequel il relativise le phénomène des maisons d'hôtes possédées par des étrangers dans la médina de Marrakech en rappelant qu'elles doivent « représenter les 500 ou 600 maisons sur les 30 000 habitations », soit « une quantité négligeable »,.

## Pour aller plus loin

#### Ouvrages
- Rachida Saïgh Bousta, « Le riad-maison d’hôtes, esquisse d’une réflexion sur l’immersion culturelle du touriste dans l’espace traditionnel des autochtones », dans Rachida Saïgh Bousta, F. Albertini, Le Tourisme durable, réalités et perspectives marocaines et internationales, Marrakech, Université Caddi Ayyad, FLSH, p. 157-170

#### Articles, publications
- [PDF] Manon Istasse, « La relation à l'autre et préservation du patrimoine dans les logements touristiques à Fès (Maroc) », 1ères Doctoriales du Tourisme de la Chaire « Culture, Tourisme, développement » TOURISME / TOURISM Concepts et méthodes à la croisée des disciplines,‎ 14-16 septembre 2011, p. 12 (lire en ligne)
- Anne Claire Kursac-Souali, « Rumeurs et cohabitation en médina de Marrakech : l’étranger où on ne l’attendait pas », Hérodote, vol. quatrième trimestre, no 127, Géopolitique du tourisme,‎ 2007 (lire en ligne)
- AM: Architecture du Maroc, dossier « Les maisons d'hôtes en médina » (Sommaire)
- Rachida Saïgh Bousta and Ouidad Tebbaa, « Stratégies et imaginaires du tourisme : cas des ryads maisons d’hôte et mutations de la médina de Marrakech », Téoros, vol. 1, no 24,‎ 2005, p. 48-52 (lire en ligne)
- Mostafa Chebbak, « Maisons d’hôtes : un avatar orientaliste », Architecture du Maroc, no 17,‎ 2004, p. 29-30
- Rachida Saïgh Bousta, « Voisinage des riads-maisons d’hôtes dans la médina de Marrakech. Résultats d’une enquête réalisée en mars 2003 », dans Rachida Saïgh Bousta (sous la dir.), Communication interculturelle, patrimoine et tourisme, Marrakech, Université Caddi Ayyad, FLSH, 2004, p. 179-202

#### Presse spécialisée
- Articles du quotidien économique marocain L’Économiste (Site officiel)
- Articles du journal bimensuel spécialisé dans le tourisme, La Vie touristique (Site officiel)